# Аллен-стріт (Мангеттен)
Аллен-стріт (англ. South Street) — вулиця в районі Манхеттена Нью-Йорк, проходить з півночі на південь через район Нижній Манхеттен Чайна-таун і Нижній Іст-Сайд. Продовжується вона на північ від Х'юстон-стріт як Перша авеню. На південь від Девіжн-стріт вона відома як Пайк-стріт до її південного кінця на Саут-стріт. Дороги, що прямують на північ і на південь, розділені торговим центром Meridian, який має дві велосипедні доріжки, розташовані за межами торгового центру Meridian; кожна велосипедна доріжка односпрямована. Тезкою вулиці був капітан Вільям Генрі Аллен, наймолодша людина, яка командувала кораблем ВМС у війні 1812 року. Він загинув у бою у віці 28 років. Його подвиги включали захоплення британського корабля HMS Macedonian.

## Історія
До 1799 року ця вулиця в нижньому Манхеттені була прокладена і називалася «Честер-стріт». Після будівництва нью-йоркського притулку для сиріт на цій вулиці приблизно в травні 1806 Згодом «Честер-стріт» була перейменована на «Азилум-стріт» (англ. Вулиця притулків). У 1833 році «Азилум-стріт» тихо перейменували на Третю вулицю, і нарешті — на «Аллен-стріт».